# ヒラタエイ
ヒラタエイ（扁鱝、学名：Urolophus aurantiacus）は、ヒラタエイ科のエイ。日本近海と東シナ海に分布し、砂底域に生息する。 

## 形態
体盤幅40cmと比較的小型のエイ。体盤は丸みを帯びた菱形で、前縁は直線的で後縁は丸みを帯びる。吻部は短く尖る。尾部は短くほぼ体盤長に等しい。1-2本の鋭い尾棘があり、刺されるとひどく痛む。背鰭は無く、楕円形の尾鰭をもつ。背面に突起物は無く、粘液でおおわれる。体色は背面が褐色、腹面が白色。眼は金色。

## 生態
若狭湾から九州南岸にかけての日本海・東シナ海沿岸、千葉県から九州南岸にかけての太平洋沿岸、瀬戸内海、台湾などに分布する。沿岸部から大陸斜面の砂泥底に生息する。肉食性で、小魚や小型の節足動物を捕食する。卵胎生であり、初夏に交尾し、体長8cmほどの仔を2-4尾産む。

## 利用
底引網などで漁獲され、練り製品の原料となる。